# Гай Лициний Красс (народный трибун)
Гай Лициний Красс (лат. Gaius Licinius Crassus) — римский государственный деятель, народный трибун 145 года до н. э. Возможно, сын консула 168 года до н. э. того же имени.
Во время своего трибуната Гай Лициний предложил законопроект, по которому новые члены жреческих коллегий должны были выбираться народом. Это предложение было отклонено из-за противодействия претора Гая Лелия.
Согласно Цицерону, Гай Лициний стал первым из трибунов, кто, говоря на форуме, обращался не к сенату, а к народу. Впрочем, Плутарх приписывает это новшество Гаю Семпронию Гракху.